# D. J. Reed
Dennis Duane „D. J.“ Reed (geboren am 11. November 1996 in Bakersfield, Kalifornien) ist ein US-amerikanischer American-Football-Spieler auf der Position des Cornerbacks. Er spielte College Football für die Kansas State University und steht seit 2025 bei den Detroit Lions in der National Football League (NFL) unter Vertrag. Zuvor spielte Reed auch für die San Francisco 49ers, die Seattle Seahawks und die New York Jets.

## College
Reed besuchte die Independence High School in seiner Heimatstadt Bakersfield, Kalifornien, und spielte dort erfolgreich Basketball und Football. Ab 2014 besuchte er die California State University, Fresno, um College Football für die Fresno State Bulldogs zu spielen. Dort absolvierte er zunächst ein Redshirtjahr. Da er anschließend kein Sportstipendium erhielt, wechselte Reed auf das Cerritos College, ein Community College im kalifornischen Norwalk. Aufgrund seiner im dortigen Footballteam gezeigten Leistungen erhielt er ein Stipendienangebot der Kansas State University und spielte daher ab 2016 für die Kansas State Wildcats. Bei den Wildcats war Reed von Beginn an Stammspieler in der Defensive. In der Saison 2016 gelangen ihm drei Interceptions, insgesamt wehrte er 19 Pässe ab, in dieser Saison Bestwert in der Big 12 Conference, wofür er als Big 12 Defensive Newcomer of the Year ausgezeichnet wurde. Zudem wurde er als Kick Returner eingesetzt. In seinem zweiten Jahr für Kansas State war Reed einer der Teamkapitäne und verzeichnete vier Interceptions, neun verteidigte Pässe, zwei eroberte Fumbles und einen erzwungenen Fumble, was ihm einen Platz ins All-Star-Team der Big 12 Conference einbrachte. Darüber gelangen ihm als Return Specialist zwei Touchdowns bei einem Kickoff und einem Punt Return. Nach der Saison 2017 gab Reed seine Anmeldung für den kommenden NFL Draft bekannt.

## NFL
Reed wurde im NFL Draft 2018 in der fünften Runde an 142. Stelle von den San Francisco 49ers ausgewählt. In seiner Rookiesaison war er Ergänzungsspieler und war in zwei Spielen Starter auf der Position des Nickelbacks, während K'Waun Williams verletzungsbedingt fehlte. Dabei verzeichnete Reed 41 Tackles, davon drei für Raumverlust, und einen Sack. Zudem wurde er elfmal als Kickoff Returner eingesetzt, gegen die Detroit Lions gelang ihm ein Return über 90 Yards. In der Saison 2019 wurde Reed vorwiegend in den Special Teams eingesetzt und erzielte dabei gegen die Arizona Cardinals einen Touchdown, als beim letzten Spielzug der Partie einen Fumble der Cardinals zum Endstand von 36:26 in die Endzone trug. In der Vorbereitung auf die Saison 2020 zog Reed sich einen Brustmuskelriss zu und wurde in der Folge am 4. August 2020 von den 49ers entlassen, da sie keinen Kaderplatz in einen Spieler investieren wollten, der längerfristig ausfiel.
Daraufhin nahmen die Seattle Seahawks Reed am folgenden Tag über die Waiver-Liste unter Vertrag. Sein Debüt für Seattle gab er am achten Spieltag gegen sein voriges Team, die 49ers. Beim 37:27-Sieg gelang Reed eine Interception, zudem setzte er sechs Tackles und wehrte zwei Pässe ab. Infolge von Verletzungen von Tre Flowers und Quinton Dunbar avancierte er zum Stammspieler und konnte mit seinen Leistungen überzeugen. In die Saison 2021 ging Reed daher als Starter. Er fing zwei Interceptions und ließ in der gesamten Spielzeit nur zwei Touchdowns zu, wenn er der nächste Verteidiger war.
Im März 2022 unterschrieb Reed einen Dreijahresvertrag im Wert von 33 Millionen US-Dollar, davon 18 Millionen garantiert, bei den New York Jets. Er kam 2022 in allen 17 Spielen als Starter zum Einsatz und konnte 12 Pässe verhindern. Insgesamt wehrte er in drei Jahren für die Jets an der Seite von Sauce Gardner 32 Pässe ab.
Nach Ablauf seinen Vertrags bei den Jets einigte Reed sich im März 2025 mit den Detroit Lions auf einen Dreijahresvertrag im Wert von 48 Millionen US-Dollar.

### NFL-Statistiken
| Saison                             | Saison | Spiele | Spiele      | Tackles | Tackles | Tackles | Tackles | Interceptions | Interceptions | Interceptions | Interceptions | Interceptions | Fumbles | Fumbles | Fumbles |
| Jahr                               | Team   | Spiele | als Starter | Gesamt  | Solo    | Ast     | Sacks   | PD            | INT           | Yds           | Lng           | TD            | FF      | FR      | TD      |
| ---------------------------------- | ------ | ------ | ----------- | ------- | ------- | ------- | ------- | ------------- | ------------- | ------------- | ------------- | ------------- | ------- | ------- | ------- |
| 2018                               | SF     | 15     | 2           | 41      | 30      | 11      | 1,0     | 0             | 0             | 0             | 0             | 0             | 1       | 0       | 0       |
| 2019                               | SF     | 16     | 0           | 13      | 11      | 2       | 0,0     | 2             | 0             | 0             | 0             | 0             | 1       | 1       | 1       |
| 2020                               | SEA    | 10     | 8           | 62      | 46      | 16      | 0,0     | 7             | 2             | 21            | 20            | 0             | 0       | 2       | 0       |
| 2021                               | SEA    | 14     | 14          | 78      | 62      | 16      | 0,0     | 10            | 2             | 9             | 7             | 0             | 0       | 1       | 0       |
| 2022                               | NYJ    | 17     | 17          | 80      | 63      | 17      | 0,0     | 12            | 1             | 0             | 0             | 0             | 1       | 0       | 0       |
| 2023                               | NYJ    | 15     | 15          | 76      | 82      | 14      | 0,0     | 9             | 1             | 0             | 0             | 0             | 1       | 0       | 0       |
| 2024                               | NYJ    | 14     | 14          | 64      | 52      | 12      | 1,0     | 11            | 0             | 0             | 0             | 0             | 0       | 0       | 0       |
| Gesamt                             | Gesamt | 101    | 70          | 414     | 326     | 88      | 2,0     | 51            | 6             | 30            | 20            | 0             | 4       | 4       | 1       |
| Quelle: pro-football-reference.com |        |        |             |         |         |         |         |               |               |               |               |               |         |         |         |